# Sand-Veilchen
Das Sand-Veilchen (Viola rupestris), auch Felsen-Veilchen genannt, ist eine Pflanzenart aus der Gattung Veilchen (Viola) innerhalb der Familie der Veilchengewächse (Violaceae). Sie ist im nördlichen Eurasien verbreitet.

## Beschreibung

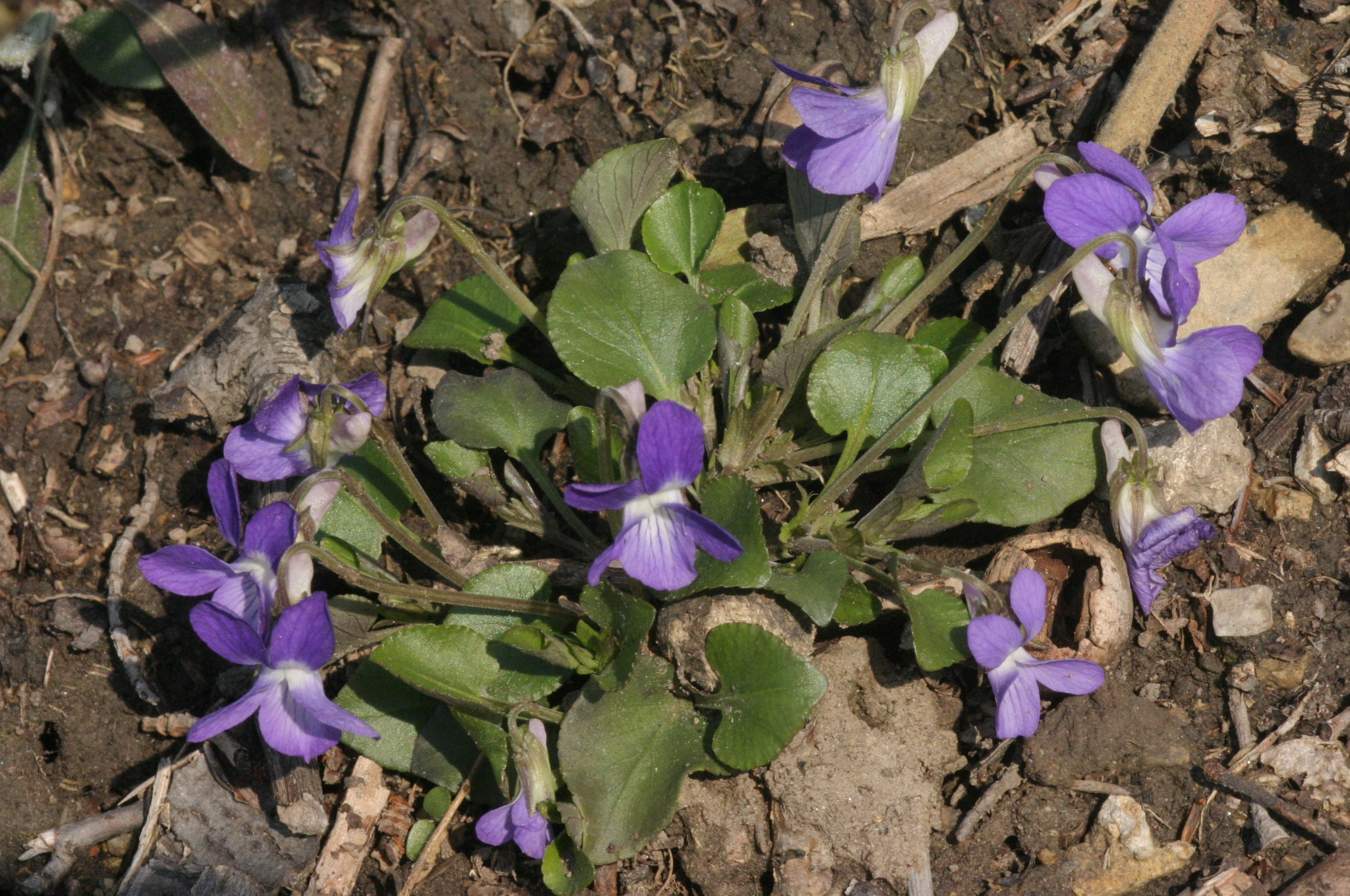
Habitus, Laubblätter und Blüten

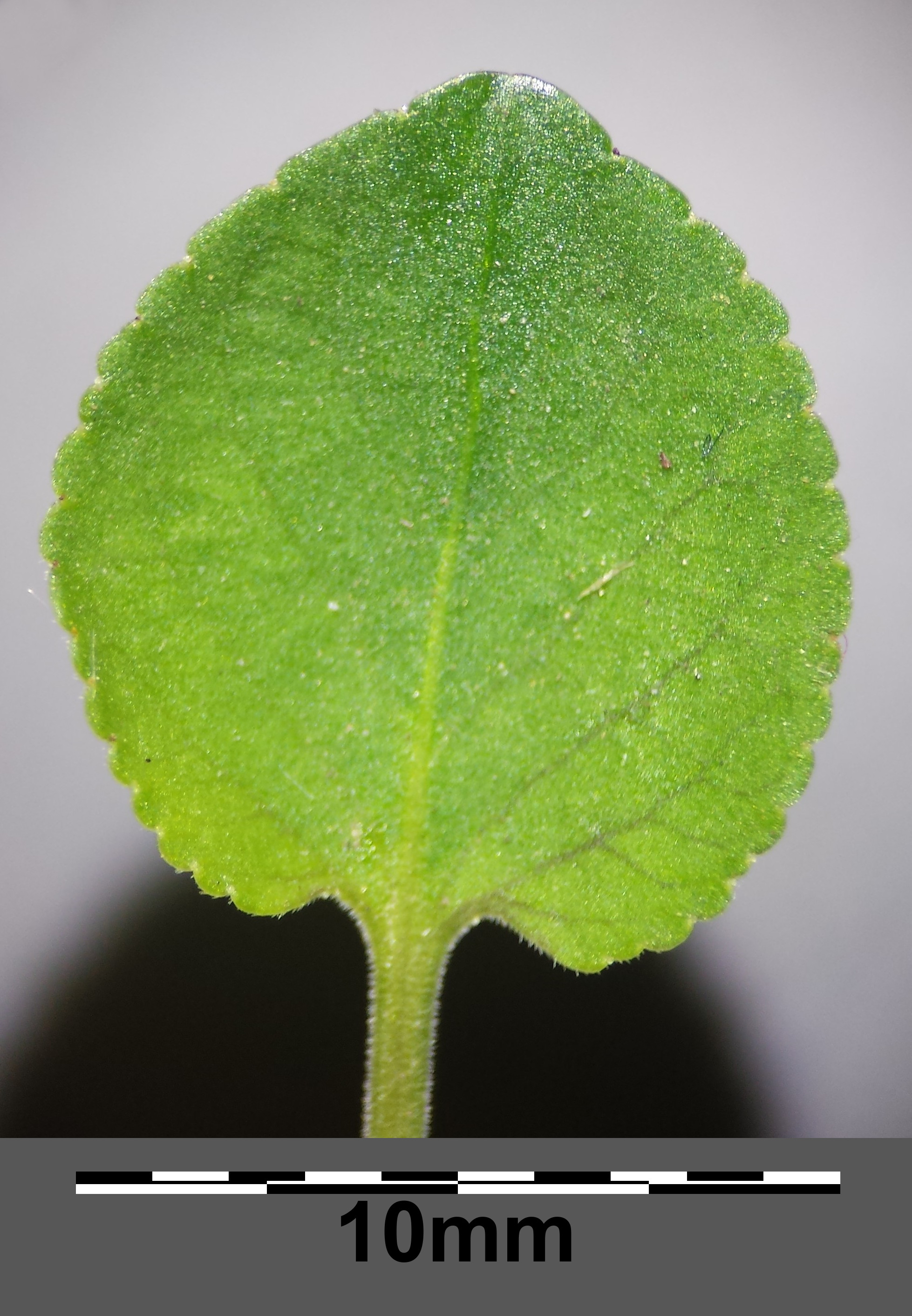
Blattoberseite

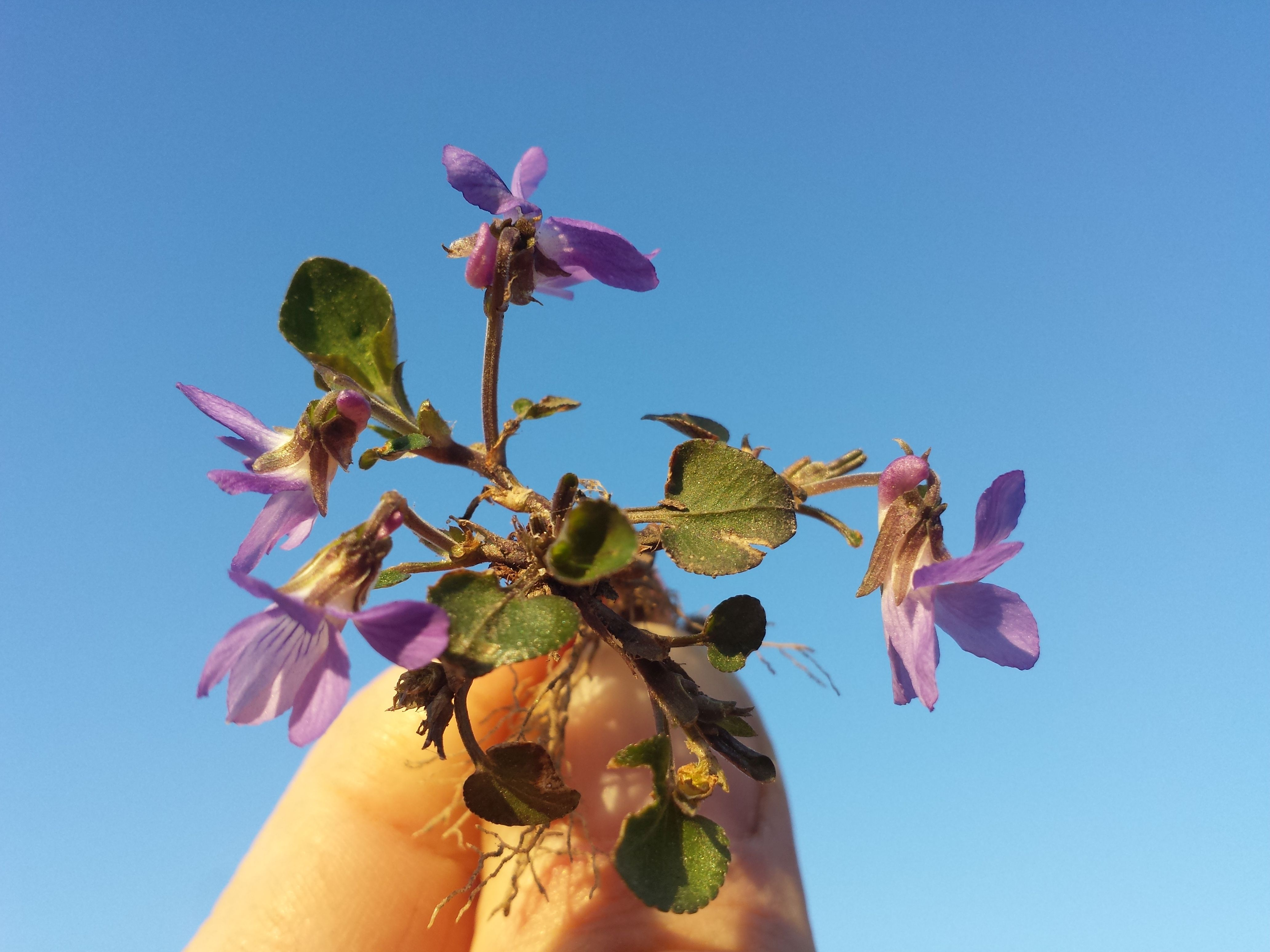
Habitus mit mehreren Stängeln an einem Pflanzenexemplar

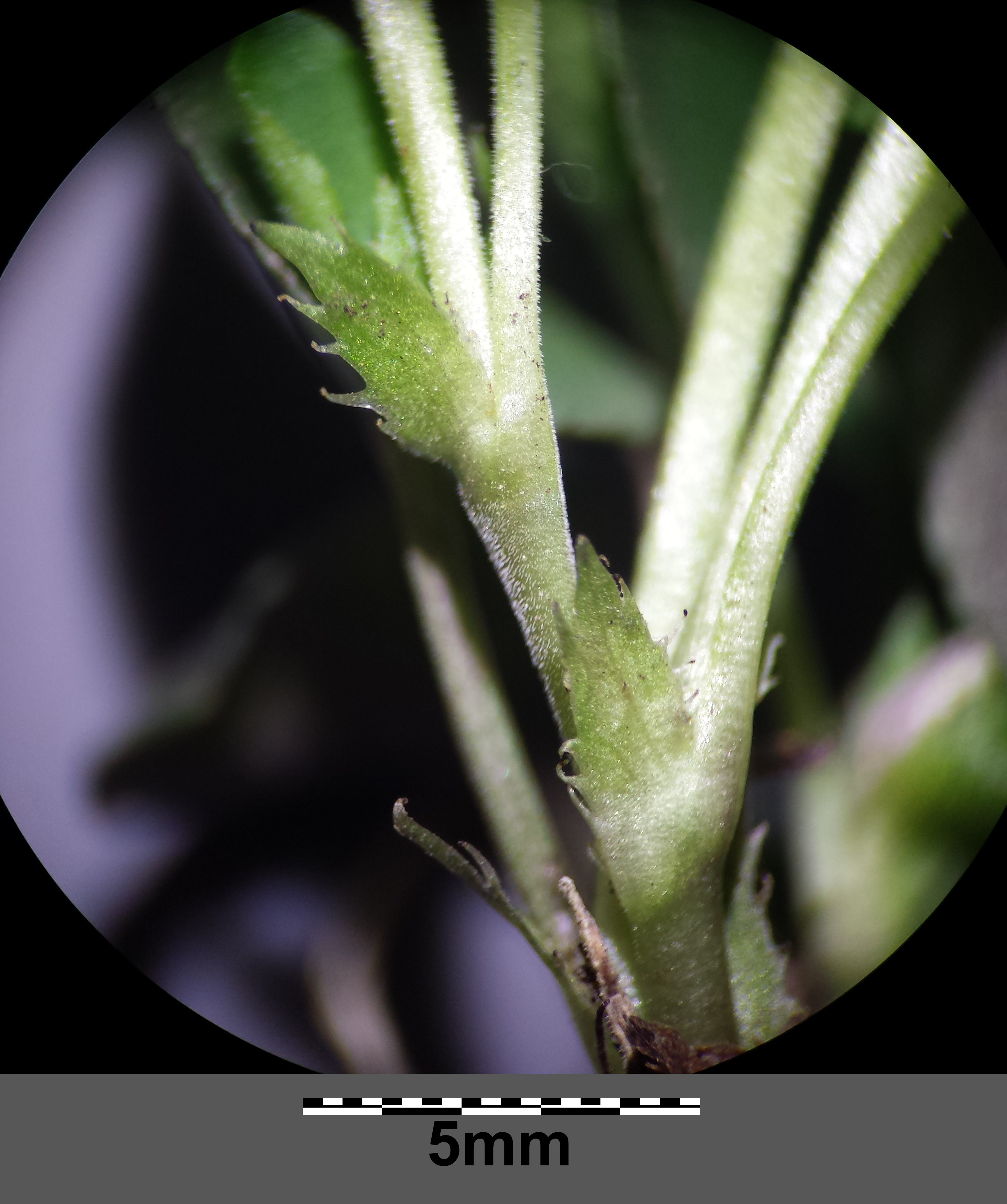
Nebenblätter

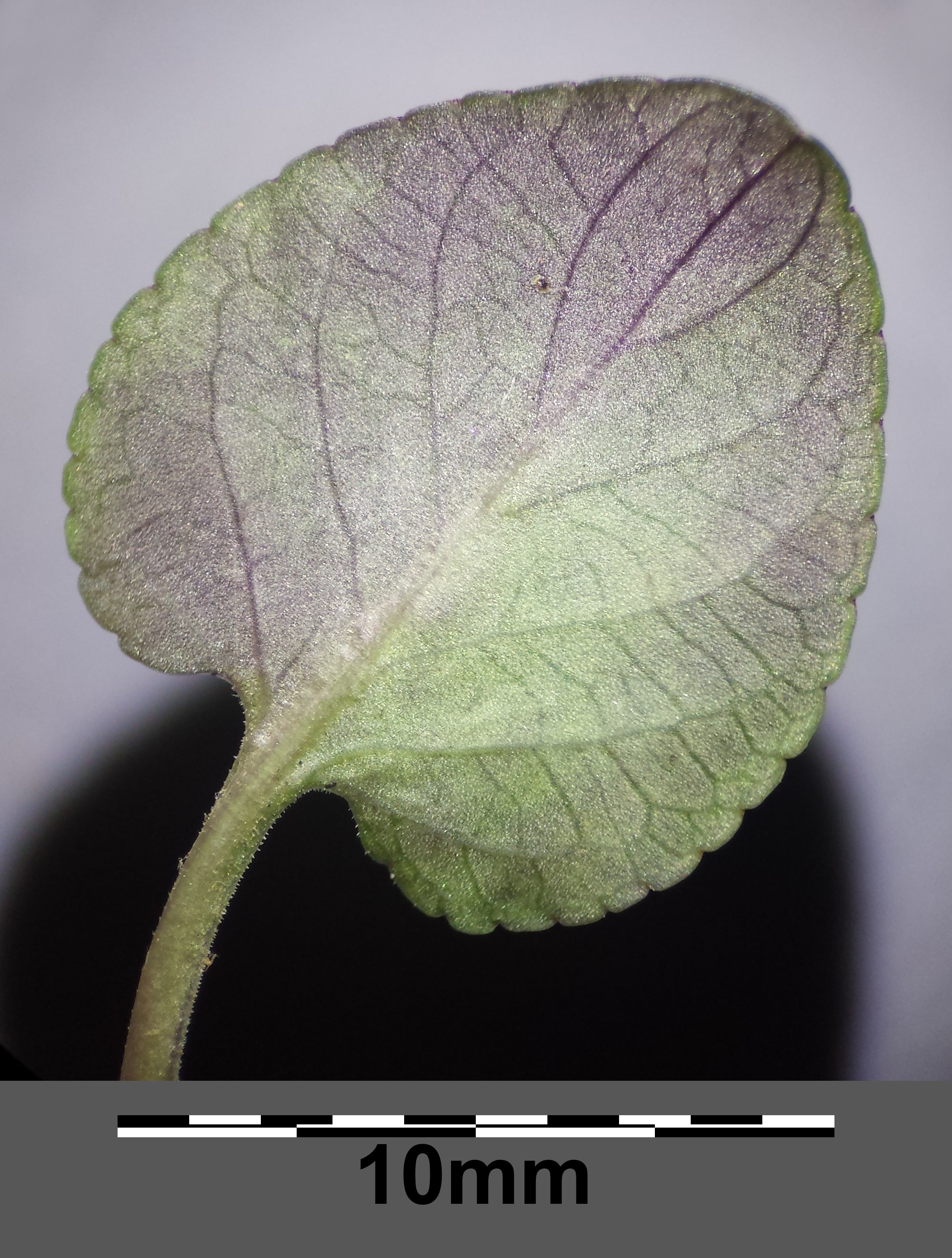
Blattunterseite

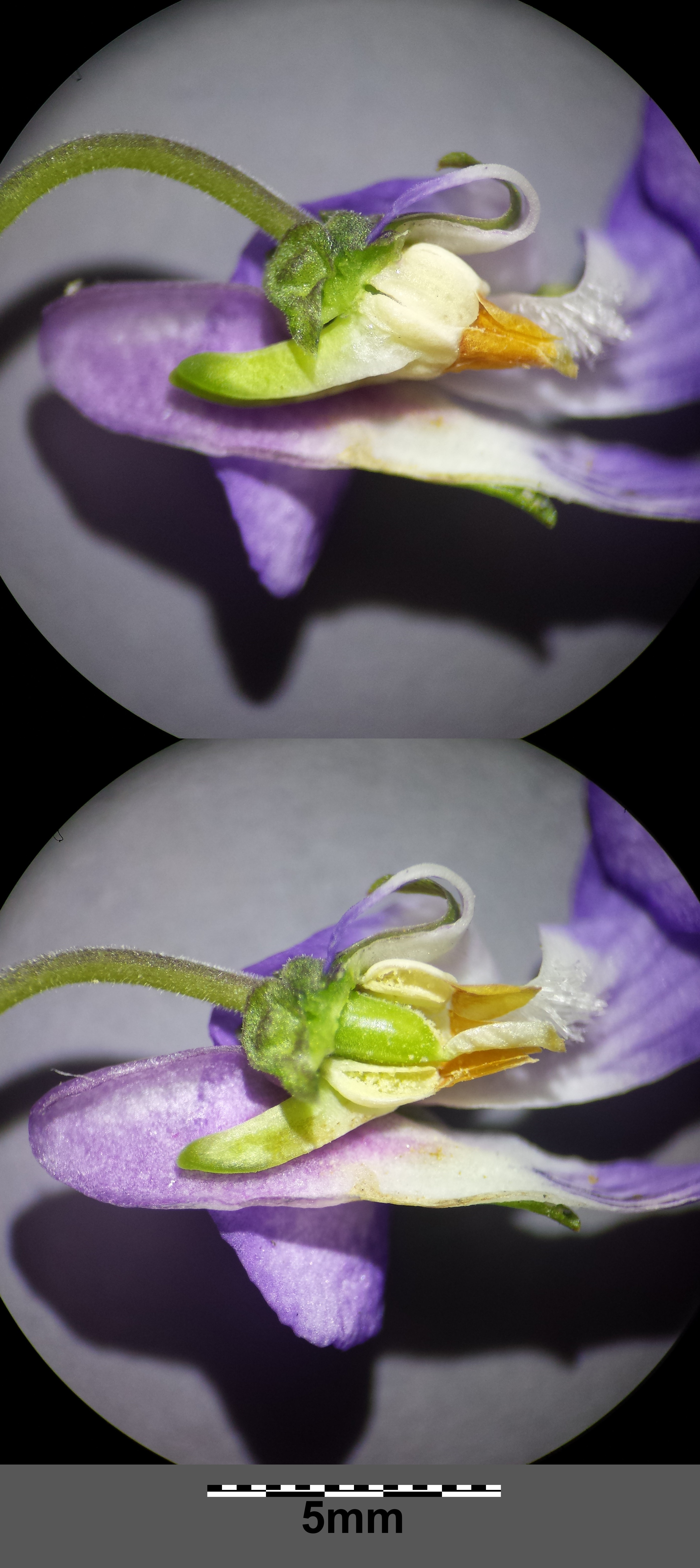
Schnitt durch die zayomorphe Blüte

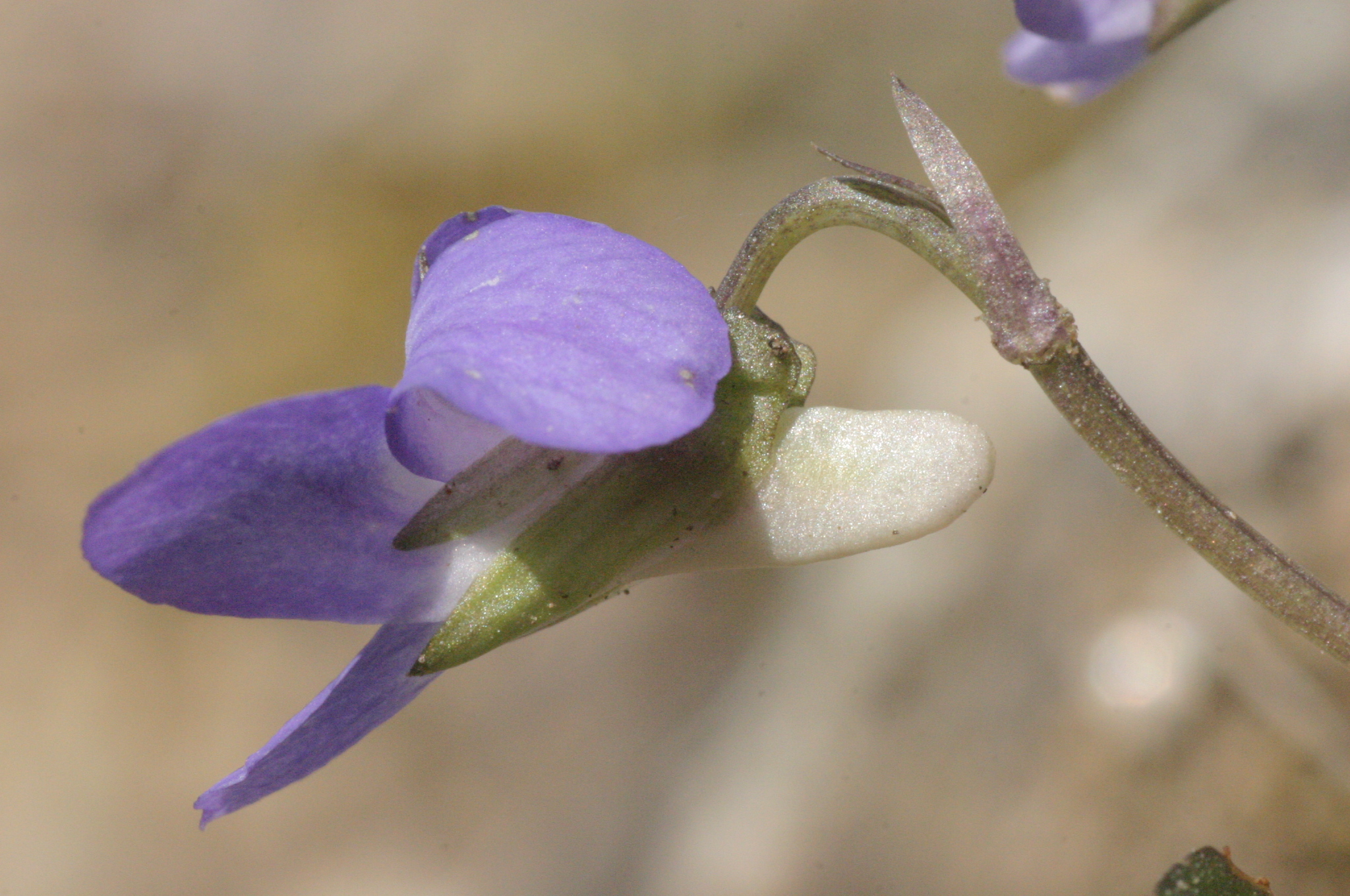
Blüte von der Seite; der Sporn ist gut erkennbar

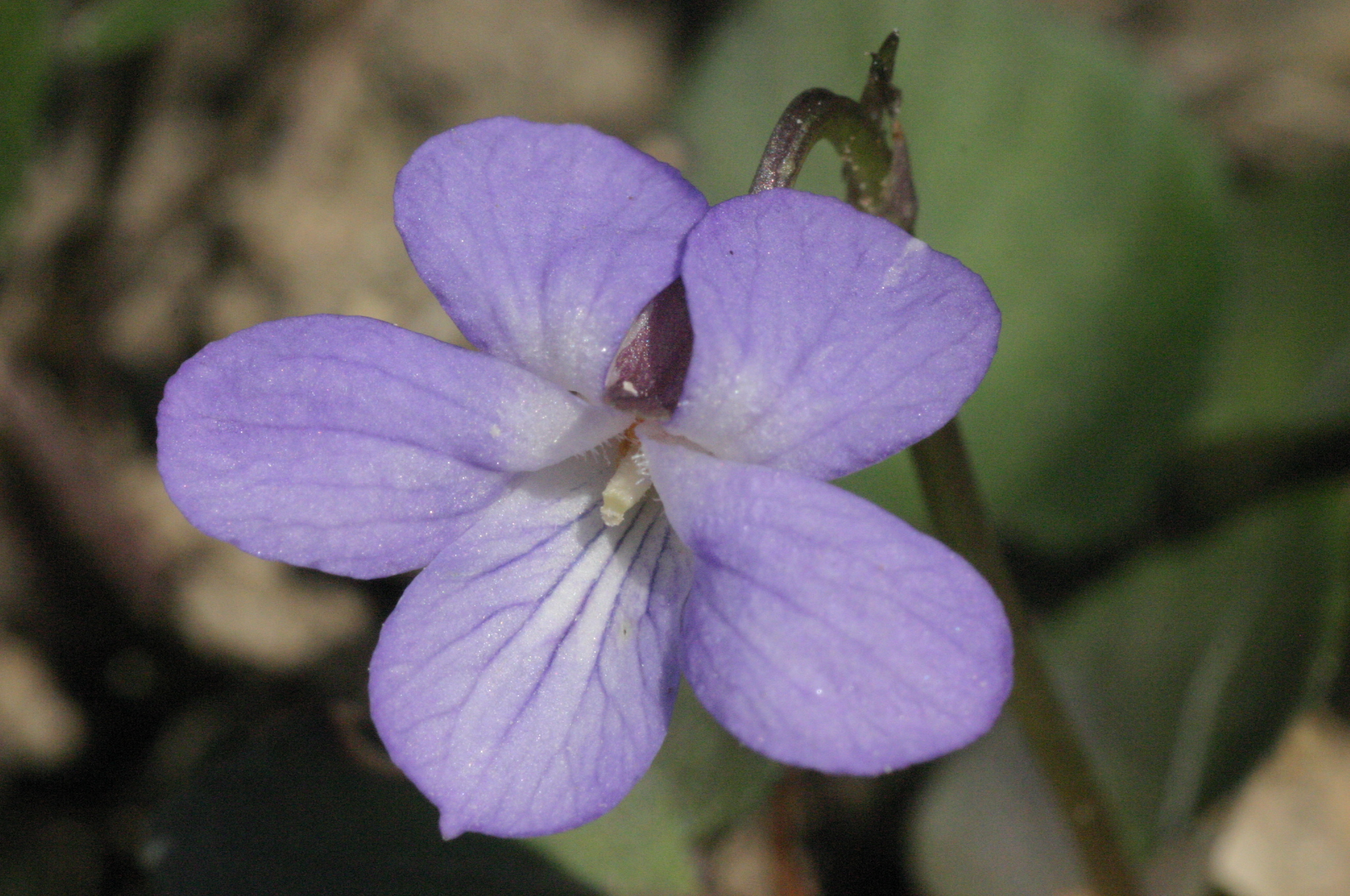
Zygomorphe Blüte

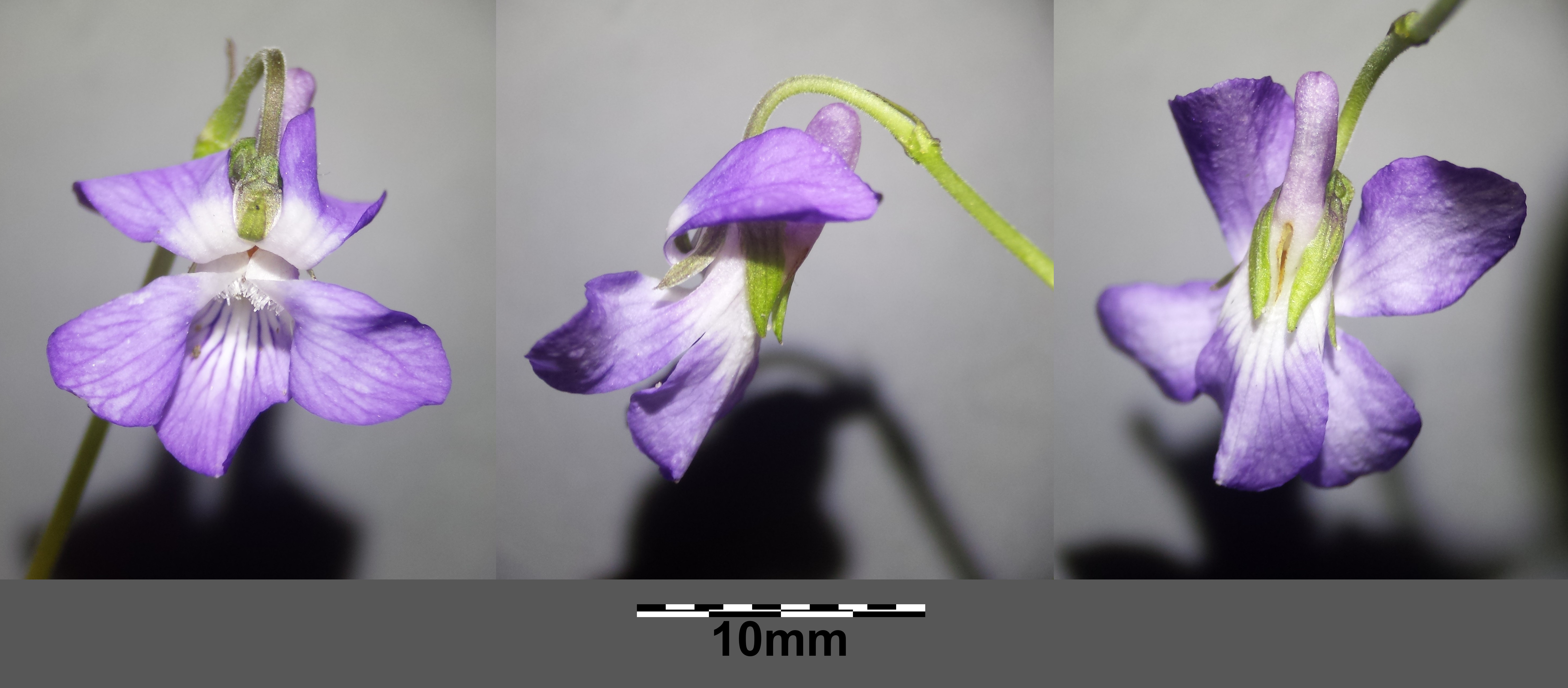
Zygomorphe Blüte aus unterschiedlichen Ansichten

### Vegetative Merkmale
Das Sand-Veilchen wächst als sommergrüne, ausdauernde krautige Pflanze und erreicht Wuchshöhen von 3 bis 8 oder 1 bis 6, selten bis zu 15 Zentimetern. Es wird eine senkrechte, kurze, zylindrische und verzweigte Wurzel gebildet. Der oft kaum erkennbare oder nur kurze Stängel ist meist flaumig behaart und ist an seiner Basis mit Resten der verwelkten Blätter bedeckt. An einem Pflanzenexemplar können mehrere Seitenstängel vorhanden sein.
Die grundständig und wechselständig am Stängel angeordneten Laubblätter sind in Blattstiel und -spreite gegliedert. Die Blattstiele der Grundblätter sind bis zu 2,5 Zentimeter und die der Stängelblätter 0,5 bis 1 Zentimeter lang. Die Stängelblätter sind den grundständigen Blättern ähnlich, aber etwas kleiner. Die meist kurz behaarten, bläulichgrünen, unterseits oft violetten Blattspreiten sind bei einer Länge von 1 bis 2 (0,5 bis 3,5) Zentimetern und einer Breite von 0,6 bis zu 1,8, selten bis zu 2,8 Zentimetern fast rundlich bis fast eiförmig mit mehr oder weniger herzförmiger Basis, stumpfem oberen Ende und schwach gekerbtem oder ganzrandigem Spreitenrand. Die grünen Nebenblätter sind bei einer Länge von 0,5 bis 2,5 Zentimetern 2- bis 4-mal so lang wie breit, mehr oder weniger eiförmig-lanzettlich mit zwei bis fünf Paaren nach vorn gerichteten Fransen>.

### Generative Merkmale
Die Blütezeit reicht von Mai bis Juni, in der Schweiz meist von April bis Mai, selten bis Juli. Die Blüten sind einzeln in den Blattachseln angeordnet. Die relativ dünnen, spärlich fein flaumig behaarten Blütenstiele sind mit einer Länge von 2,5 bis 6 Zentimetern relativ lang. Oberhalb der Mitte der Blütenstiele befinden sich zwei Deckblätter. Die Deckblätter sind bei einer Länge von 4 bis 6 Millimetern pfriemlich oder linealisch und im unteren bis mittleren Bereich gefranst-gezähnt.
Die kaum oder nicht duftende, zwittrigen Blüten sind zygomorph und fünfzählig mit doppelter Blütenhülle. Die fünf dicht braun drüsig punktierten, dreinervigen Kelchblätter sind bei einer Länge von 4 bis 7,5, selten bis zu 10 Millimetern sowie einer Breite von 1 bis 2,5 Millimetern eiförmig-lanzettlich mehr oder weniger breit-lanzettlich mit mehr oder weniger spitzem bis lang zugespitztem oberen Ende, und mit meist mit einer Länge von meist 1 bis 1,5 (0,5 bis 2) Millimetern relativ kurzen, gestutzten basalen Anhängseln, die zwei oder drei stumpfe Zähne an ihrem oberen Ende besitzen. Die lila-blauen bis weißen oder gelblichen oder meist blauviolette Blütenkrone ist am Grund weiß 1 bis 1,8 Zentimeter groß. Die fünf Kronblätter sind schmal-länglich-eiförmig mit dunkelfarbigen Nerven. Die zwei seitlichen Kronblätter weisen eine Länge von 0,8 bis 1 Millimetern sowie eine Breite von etwa 4 Millimetern auf und sind deutlich bärtig. Das obere Kronblatt ist mit einer Länge von meist 11 bis 13 (8 bis 16) Millimetern in der Größe fast gleich wie die seitlichen. Das untere Kronblatt ist kürzer als die anderen, aber einschließlich ihres Sporns 1,3 bis 1,4 Zentimeter lang und ist dicht braun drüsig punktiert. Der waagrecht gerade oder leicht nach oben gebogene, hellviolette Sporn ist bei einer Länge von selten 2 bis, meist 3 bis 4 Millimetern sowie einem Durchmesser von 1,5 bis 2,5 Millimetern zylindrisch mit gerundetem oberen Ende.
Es sind fünf Staubblätter vorhanden. Die Staubbeutel sind etwa 1,3 Millimeter lang und ihre Anhängsel sind etwa 0,7 Millimeter lang. Die zwei vorderen Staubblätter sind etwa 3 Millimeter lang und besitzen spornartige Anhängsel. Der tief-braune, kahle Fruchtknoten ist bei einer Länge von etwa 2 Zentimetern sowie einem Durchmesser von etwa 1 Zentimetern eiförmig. Der bei einer Länge von 1,6 bis 2,5 Millimetern sowie einem Durchmesser von etwa 0,5 Millimetern keulenförmige Griffel ist gleichmäßig dick, nur an seiner Basis etwas schlanker und etwa gekniet, am oberen Ende nach vorne gebogen und gehörnt, deutlich papillös an der Unterseite und an den Seiten der horizontalen Hörner und er endet in einem großen Narbenloch.
Der Fruchtstiel ist aufrecht. Die Kapselfrucht ist bei einer Länge von meist 5 bis 7 (6 bis 8) Millimetern sowie einem Durchmesser von 3 bis 4 oder 4 bis 6 Millimetern eiförmig oder länglich mit spitzem oberen Ende und kurz fein behaart oder kahl. Die lokulizide Kapselfrucht öffnet sich mit drei Fruchtklappen explosiv. Auf der Kapselfrucht ist der haltbare Griffel vorhanden. Die dunkel-braunen Samen sind 1,5 bis 2 Millimeter lang. Das Elaiosom ist mit einer Länge von 0,2 bis 0,4 Millimetern relativ kurz.

### Chromosomensatz
Die Chromosomengrundzahl beträgt x = 10; es liegt Diploidie mit einer Chromosomenzahl von 2n = 20 vor.

## Ökologie
Beim Sand-Veilchen handelt es sich um einen mesomorphen Hemikryptophyten. Es wächst als Halbrosettenpflanze.
Es ist sowohl Selbst- als auch Fremdbefruchtung häufig. Es liegt Selbstkompatibilität vor, also führt Selbstbefruchtung erfolgreich zum Samenansatz.
Blütenökologisch handelt es sich um Lippenblumen vom Violatyp. Die Blüten sind homogam, die männlichen und weiblichen Blütenorgane sind also gleichzeitig fertil. Kleistogamie ist häufig, dabei erfolgt Selbstbestäubung in einer verschlossenen Blüte. Meist erfolgt die Bestäubung durch Insekten, meist Bienen. Als Belohnung für die Bestäuber ist Nektar vorhanden.
Die Kapselfrüchte öffnen sich explosiv. Diasporen sind die Samen mit Elaiosom. Die Ausbreitung der Diasporen erfolgt durch Autochorie oder durch Ameisen (Myrmekochorie).

## Vorkommen und Gefährdung
Das weite Verbreitungsgebiet der Unterart Viola rupestris F.W.Schmidt subsp. rupestris ist das nördliche Eurasien. Es gibt Fundortangaben für Viola rupestris subsp. rupestris für Deutschland, Österreich, Liechtenstein, die Schweiz, Italien, Korsika, Monaco, Frankreich, die Kanalinseln, das Vereinigte Königreich, die Niederlande, Belgien, Luxemburg, Armenien, Aserbaidschan, Nachitschewan, Bosnien und Herzegowina, Bulgarien, Kroatien, Tschechien, Estland, Litauen, Schweden, Finnland, Georgien, Abchasien, Adscharien, Ungarn, Moldawien, Polen, Rumänien, weite Gebiete Russlands, Kaliningrad, Nordkaukasien, Serbien, Kosovo, die Slowakei, Slowenien, Gibraltar, Andorra, Spanien, Griechenland, den asiatischen Teil der Türkei, Belarus, die Ukraine und die Krim, im asiatischen Teil Russlands, Tadschikistan, Kasachstan, Kirgisistan, Kaschmir, im nördlichen Pakistan, in der Mongolei und in der chinesischen Provinz Xinjiang. In Mitteleuropa ist es weitgehend auf die Räume östlich der Oder, auf das Magdeburger und das böhmische Trockengebiet, auf das Alpenvorland, die Alpen und das Oberrheingebiet beschränkt. Nach Osten reicht das Areal bis Ostsibirien. Die Nordgrenze in Europa ist in Norwegen. In Westeuropa gibt es nur isolierte Einzelvorkommen, im nördlichen Mittelmeerraum gibt es Vorkommen in mehreren Teilgebieten, die Südgrenze liegt bei 39° nördlicher Breite.
Das Sand-Veilchen gedeiht in Mitteleuropa meist auf kalk- und humushaltigen Sandböden; es geht auch auf Löß. Es besiedelt lichte, trockene Wälder, trockene Gebüsche und Halbtrockenrasen. Es ist in Mitteleuropa gebietsweise eine Charakterart des Pyrolo-Pinetum aus dem Cytiso-Pinion-Verband. Sonst ist es eine Art der Klasse der Kiefern-Steppenwälder (Pulsatillo-Pinetea). Das Sand-Veilchen kommt auch in Gesellschaften des Erico-Pinion, der Festuco-Brometea und der Seslerietea vor. In den Sandgebieten zwischen Bingen und Schwetzingen, im Fränkischen Jura und im Alpenvorland – vor allem im Lechtal –, in den Nördlichen Kalkalpen, im südlichen Schweizer Jura kommt es selten vor; am Kaiserstuhl sehr selten; in den Zentralalpen, in Ober- und Niederösterreich tritt es zerstreut auf. In den Allgäuer Alpen steigt es bis zu einer Höhenlage von 1330 Metern auf. Im Engadin steigt es bis 2420 Metern, im Kanton Wallis bis 3080 Metern, im Kaukasus bis 3500 Metern und am Ararat und im Karakorum bis zu einer Höhenlage von 4000 Meter auf.
Die ökologischen Zeigerwerte nach Landolt et al. 2010 sind in der Schweiz: Feuchtezahl F = 1 (sehr trocken), Lichtzahl L = 4 (hell), Reaktionszahl R = 4 (neutral bis basisch), Temperaturzahl T = 3 (montan), Nährstoffzahl N = 1 (sehr nährstoffarm), Kontinentalitätszahl K = 4 (subkontinental).
Nach Bewertungen in der Roten Liste der gefährdeten Pflanzenarten in Deutschland nach Metzing et al. 2018 ist Viola rupestris in Kategorie 2 = „stark gefährdet“. Gegenüber der Roten Liste von 1998 ist dies eine Verschlechterung der Einstufung, da bei der seltenen Art Viola rupestris ein starker Rückgang zu verzeichnen ist. In der Schweiz gilt Viola rupestris nach IUCN-Kriterien als LC = „nicht gefährdet“. In der Rote Liste Liechtensteins ist Viola rupestris als VU = „verletzlich“ eingestuft. In Tschechien wird die Gefährdung nach IUCN-Kriterien als NT = „Near Threatened“ = „potenziell gefährdet“ bewertet.

## Systematik
Die Erstveröffentlichung von Viola rupestris erfolgte 1791 durch Franz Willibald Schmidt in Neuere Abhandlungen der k. Böhmischen Gesellschaft der Wissenschaften, Band 1, S. 60. Synonyme für Viola rupestris F.W.Schmidt sind je nach Autor: Viola arenaria DC., Viola rupestris subsp. arenaria (DC.) Tzvelev, Viola rupestris var. glaberrima Murb., Viola glaberrima (Murb.) Sergent, Viola rupestris subsp. glaberrima (Murb.) Vl.V.Nikitin, Viola rupestris subsp. relicta Jalas.
Die Art Viola rupestris gehört zur Untersektion Rostratae der Sektion Viola aus der Untergattung Viola in der Gattung Viola.
Je nach Autor gibt es etwa vier Unterarten, oft gelten viele davon aber als Synonyme:
- Viola rupestris subsp. licentii W. Becker: Sie gedeiht in sandigen Grasländern und Wäldern in Höhenlagen von 1000 bis 2200 Metern in den chinesischen Provinzen südöstliches Gansu, südliches Shaanxi sowie südliches Shanxi.[8]
- Viola rupestris subsp. orioli-bolosii Molero, L.Sáez & L.Villar: Sie wurde 1998 aus Spanien erstbeschrieben.
- Viola rupestris subsp. relicta Jalas: Sie kommt in Norwegen, Schweden und Finnland vor.[16]
- Viola rupestris F.W.Schmidt subsp. rupestris (Syn.: Viola canina var. rupestris (F.W.Schmidt) Regel): Sie ist in Eurasien verbreitet.[16][8]